# Europees kampioenschap ijshockey 1913
Het Europees kampioenschap ijshockey 1913 was een door de Ligue Internationale de Hockey sur Glace (LIHG) georganiseerd kampioenschap in het ijshockey. De 4e editie van het Europees kampioenschap vond plaats in het Duitse München van 25 tot 27 januari 1913.

## Resultaten
| Datum       | Wedstrijd                | Uitslag |
| ----------- | ------------------------ | ------- |
| 25 februari | België - Bohemen         | 4-4     |
| 26 februari | Duitse Rijk - Oostenrijk | 14-4    |
| 26 februari | België - Oostenrijk      | 13-1    |
| 26 februari | Bohemen - Duitse Rijk    | 4-2     |
| 27 februari | Bohemen - Oostenrijk     | 7-0     |
| 27 februari | België - Duitse Rijk     | 8-5     |

## Klassement
| #      | Team        | W - G - V | Pnt. | V-T   |
| ------ | ----------- | --------- | ---- | ----- |
| Goud   | België      | 2 - 1 - 0 | 5    | 25-10 |
| Zilver | Bohemen     | 2 - 1 - 0 | 5    | 15-6  |
| Brons  | Duitse Rijk | 1 - 0 - 2 | 2    | 21-16 |
| 4      | Oostenrijk  | 0 - 0 - 3 | 0    | 5-34  |